# Багаліка Юрій Васильович
Багаліка Юрій Васильович (14 лютого 1958, Київ) — скульптор. Член Національної спілки художників України (1989).

## Життєпис
Народився 14 лютого 1958 р. в м. Київ. В 1982 р. закінчив навчання в Київському художньому інституті (майстерня В. Бородая). 
Працює в галузі монументальної і станкової скульптури. 
Починаючи з 1981 р. бере активну участь в  регіональних, всеукраїнських та закордонних художніх виставках. 
Автор бронзового погруддя видатного археолога й мистецтвознавця М. О. Макаренка на мурі біля Економічної брами Михайлівського Золотоверхого монастиря в Києві (1997).
Створив серію скульптур на біблійні сюжети.
Твори зберігаються у фондах Міністерства культури України, Національної спілки художників України, Національного художнього музею України.

## Твори
- «Кінь, що впав» (1976–87, триптих),
- «Зустріч» (1988),
- «Козацька дума» (1989),
- «Осліплення Василька Теребовлянського»,
- «Поцілунок Юди» (обидва — 1990),
- «Зречення Петра» (1991),
- «Композиція № 2» з серії «Еротичні фігури»,
- «Каїн та Авель» (обидва — 1992),
- «Портрет у стилі Гоголя» (1998),
- «Муза. Жіночий портрет» [Архівовано 29 квітня 2018 у Wayback Machine.],
- «Ахілл»,
- «Химера Нерона» [Архівовано 29 квітня 2018 у Wayback Machine.] (усі — 1999);
- «Натюрморт з куркою» (2002).